# Myriapodologie
La myriapodologie est la science qui se consacre à l'étude des myriapodes (ou mille-pattes).

## Congrès internationaux de myriapodologie[1]
1. 1968 : Paris (France, Muséum national d'histoire naturelle) ;
2. 1972 : Manchester (Royaume-Uni) ;
3. 1975 : Hambourg (Allemagne) ;
4. 1978 : Gargnano (Italie) ;
5. 1981 : Radford (Virginie, États-Unis) ;
6. 1984 : Amsterdam (Pays-Bas) ;
7. 1987 : Vittorio Veneto (Italie) ;
8. 1990 : Innsbruck (Autriche) ;
9. 1993 : Paris, au Muséum national d'histoire naturelle ;
10. 1996 : Copenhague (Danemark) ;
11. 1999 : Białowieża (Pologne) ;
12. 2002 : Mtunzini (Afrique du Sud) et congrès spécialisé Myriapods in Europe, habitats and diversity en Allemagne ;
13. 2005 : Bergen (Norvège) ;
14. 2008 : Görlitz (Allemagne, au Musée d'État « Senckenberg » d'histoire naturelle (en)).

- 2023 : XIXe congrès à Bogota
- 2025 : XXe congrès prévu en Serbie

## Corpus scientifique
Environ 400 publications scientifiques parues en 2004 ont été recensées dans le monde.

## Organisation
Le Centre international de myriapodologie (CIM) est l'organisation regroupant les spécialistes mondiaux de ces animaux. Il a été créé en 1968 à l'initiative notamment de chercheurs du Muséum national d'histoire naturelle et est l'organisateur des congrès. En 2023, le CIM est présidé par l'allemand Peter Decker.